# Курвил
Курвил (фр. Courville) насеље је и општина у североисточној Француској у региону Шампањ-Арден, у департману Марна која припада префектури Ремс.
По подацима из 2011. године у општини је живело 462 становника, а густина насељености је износила 42,0 становника/km². Општина се простире на површини од 11,94 km². Налази се на средњој надморској висини од 71 метар.

## Демографија
| 1962. | 1968. | 1975. | 1982. | 1990. | 1999. | 2011. |
| ----- | ----- | ----- | ----- | ----- | ----- | ----- |
| 285   | 297   | 279   | 317   | 358   | 356   | 462   |

График промене броја становника у току последњих година